# カルロス・テハス
カルロス・テハス（Carlos Rodrigo Tejas Pastén、1971年10月4日 - ）は、チリの元サッカー選手。ポジションはゴールキーパー。

## 来歴
チリ代表での試合出場は無かったが、1998年にFIFAワールドカップに臨むチリ代表のメンバーに選ばれた。

## 代表歴

### 出場大会
- チリ代表
  - 1998 FIFAワールドカップ